# Замок «Старый Князь»
Замок «Старый Князь» (пол. Zamek Stary Książ) — руины замка, расположенные в северо-восточной части Валбжихского предгорья Судет в городе Валбжихе Нижнесилезского воеводства в Польше. Недалеко от руин находится Замок «Князь».

## Расположение
Руины замка были построены на стенах средневекового замка яворского князя Болеслава I Сурового. Они лежат на левом холме над ущельем реки Пелчницы в юго-восточной части ландшафтного парка «Князь», расположенного на границе двух различных физико-географических макрорегионов: Судетского предгорья и Центральных Судет.

## История
Первые укрепления на холме над ущельем Пелчницы были построены во второй половине IX—X веке. В конце XIII века князь Болеслав I Суровый построил здесь каменный оборонительный замок. Замок состоял из трех частей: каменного верхнего замка и двух подзамий с валами. Первый от замка подзамок отделял высеченный в скале ров шириной 20 м и глубиной 4,5 м. В части первого подзамка возле внешней стороны вала были обнаружены остатки фундамента каменно-глиняного здания, которые, вероятно, являются следами внутренней застройки вдоль оборонительного периметра. В 1290 году князь Болеслав I Суровый перенес сюда свою резиденцию из Львувка-Слёнски. Замок потерял свое значение в 1392 году, после перехода Свидницко-Яворского княжества под власть чешской короны. В 1428 году замок захватили гуситы. В последующие годы замок был резиденцией рыцарей-разбойников и в конце концов был разрушен в 1484 году. После этого, замок, лишенный владельца, продолжал приходить в упадок и в начале XVI века был заброшен.
В 1794—1797 годах владелец замка «Князь» Ганс Генрих VI фон Гохберг поручил архитектору Кристиану Тишбайну обустроить окрестности замка над рекой Пелчницой и перестроить существующие остатки руин древнего замка в романтическом стиле для князя Ганса Генриха IV фон Хохберга. Целью строительства была инсценировка средневекового окружения вокруг замка «Князь». После войны замок, подожженный советскими войсками, сгорел летом 1945 года. До нашего времени сохранилась искусственная руина конца XVIII века с остатками главного замка с сохраненным внутренним разделением. При этом в здании нет потолков, а от замковой башни сохранились лишь фрагменты. Также сохранились два ренессансных портала и часть древней стены галереи, ведущей к часовне, от которой остались только стены и остатки башни часовни.

## Архитектура
В наше время замок «Старый Князь» — это живописное здание в эклектичном стиле, построенное в 1794—1797 годах по проекту Кристиана Вильгельма Тишбейна, путем перестройки руин средневекового замка конца XIII века, которые находились на этом месте. Новый замок был окружен рвом и оборонительной стеной, а вход в него осуществлялся через ворота с двумя башнями. Эта реконструкция скрыла следы первоначального замка и в течение многих лет, вплоть до конца XX века, здание считалась искусственными руинами. Отсутствие информации относительно возникновения существующей системы внешних укреплений в виде валов, окружавших замок и подзамок, свидетельствует о том, что на этом месте существовал средневековый княжеский замок. Весь замковый комплекс состоит из собственно замка, который напоминает своей формой треугольник, и двух треугольных предзамков, расположенных друг за другом на запад от замка. В главном здании, соединённой с башней, находились репрезентационная зала, арсенал, спальни, судебная зала, тюрьма с камерой пыток и часовня. Под часовней, соединённой клуатрами с главным замком, находились подземелья. Во время перестройки руин замка было использовано много оригинальных ренессансных и барочных архитектурных деталей, которые были перенесены из замка в Тшебени и других близлежащих объектов.

## Галерея

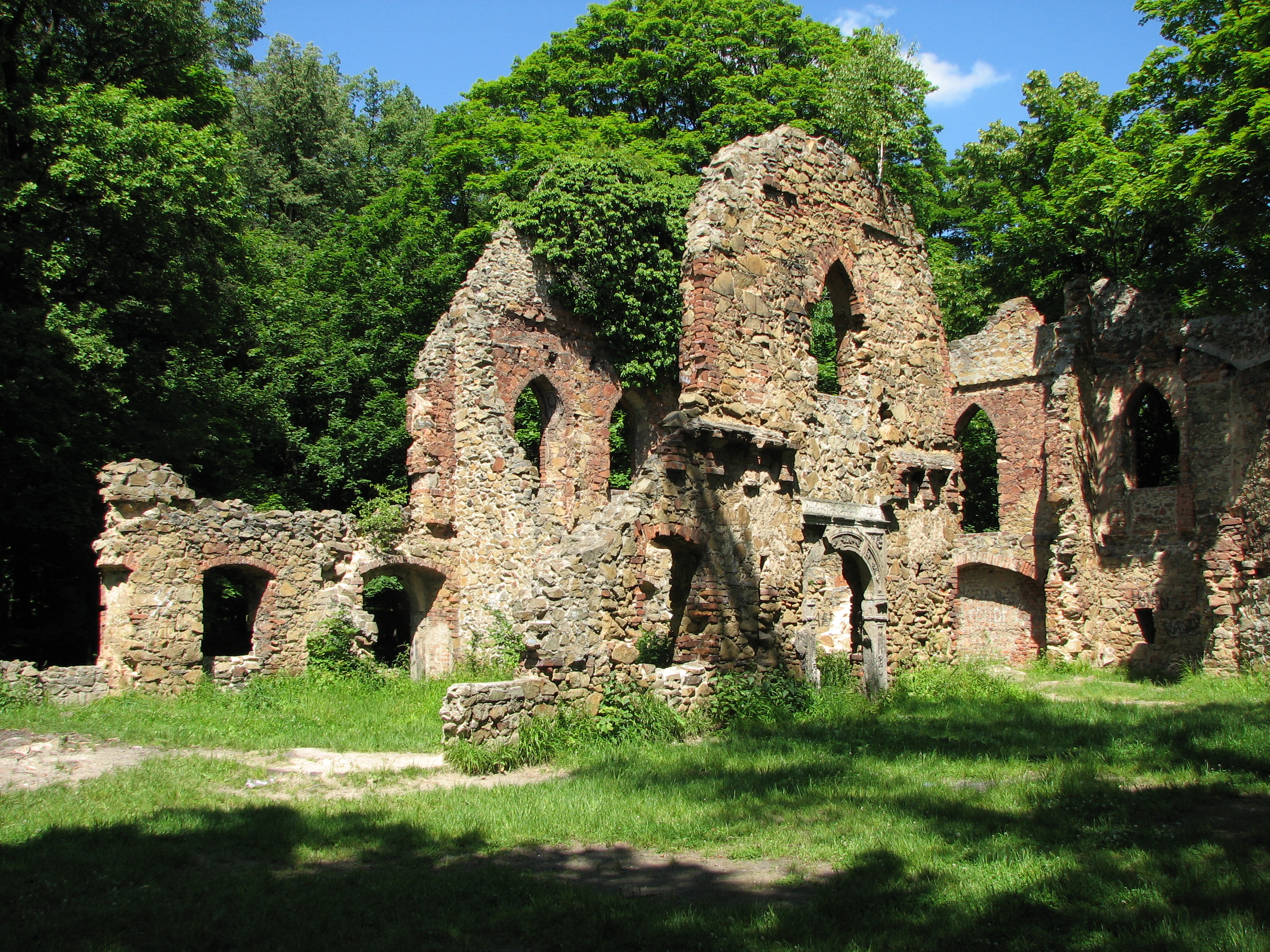
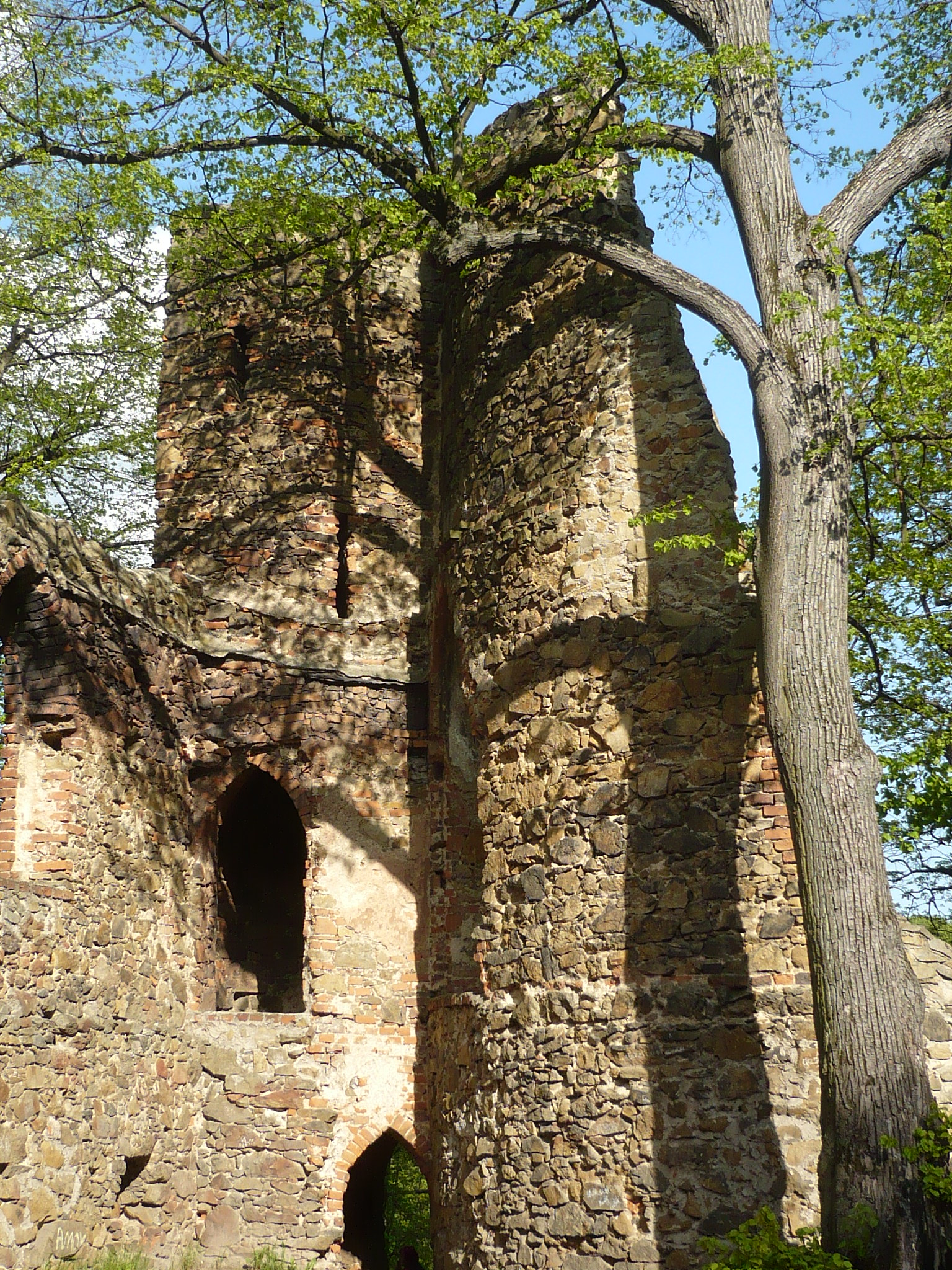
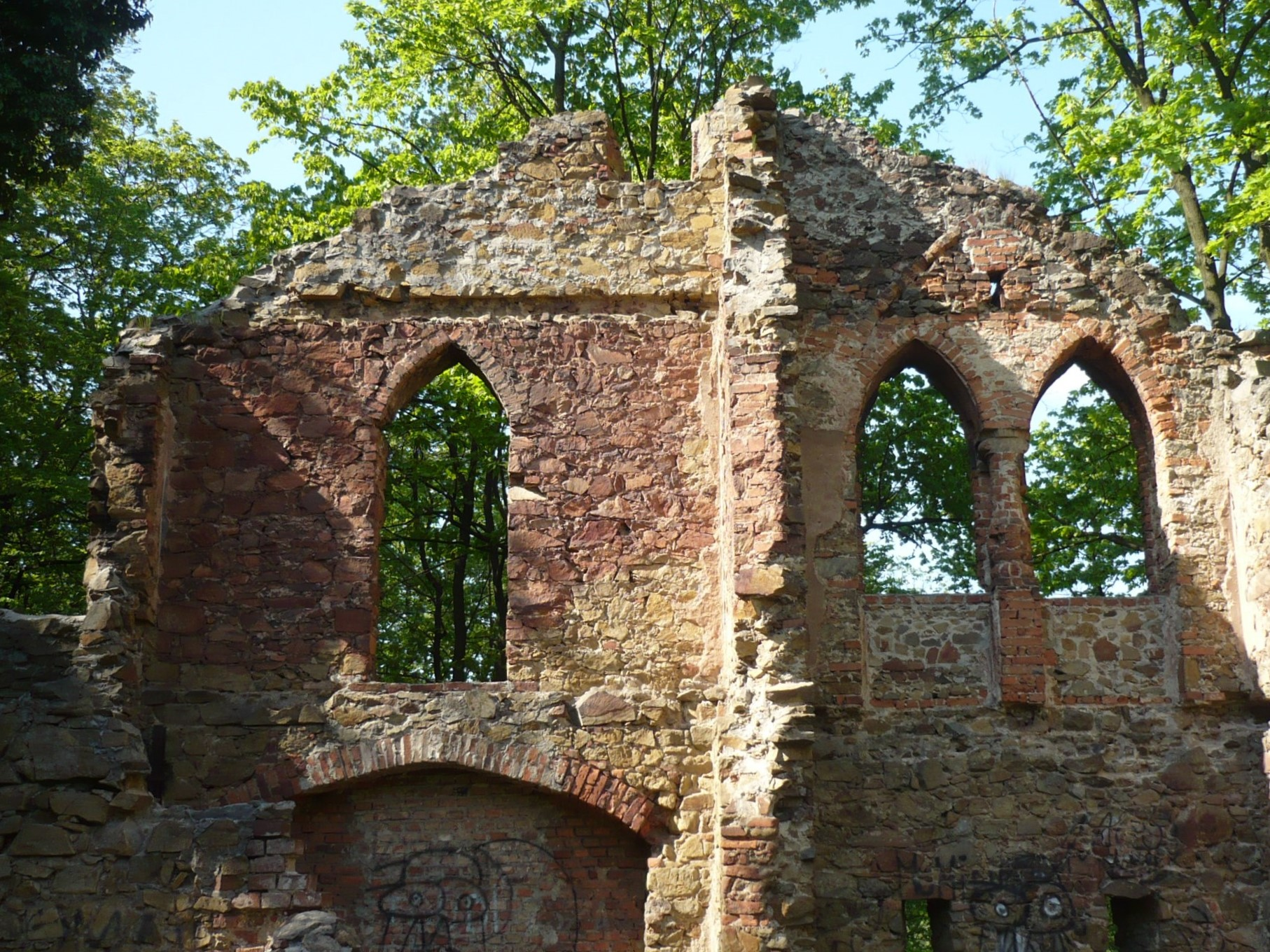
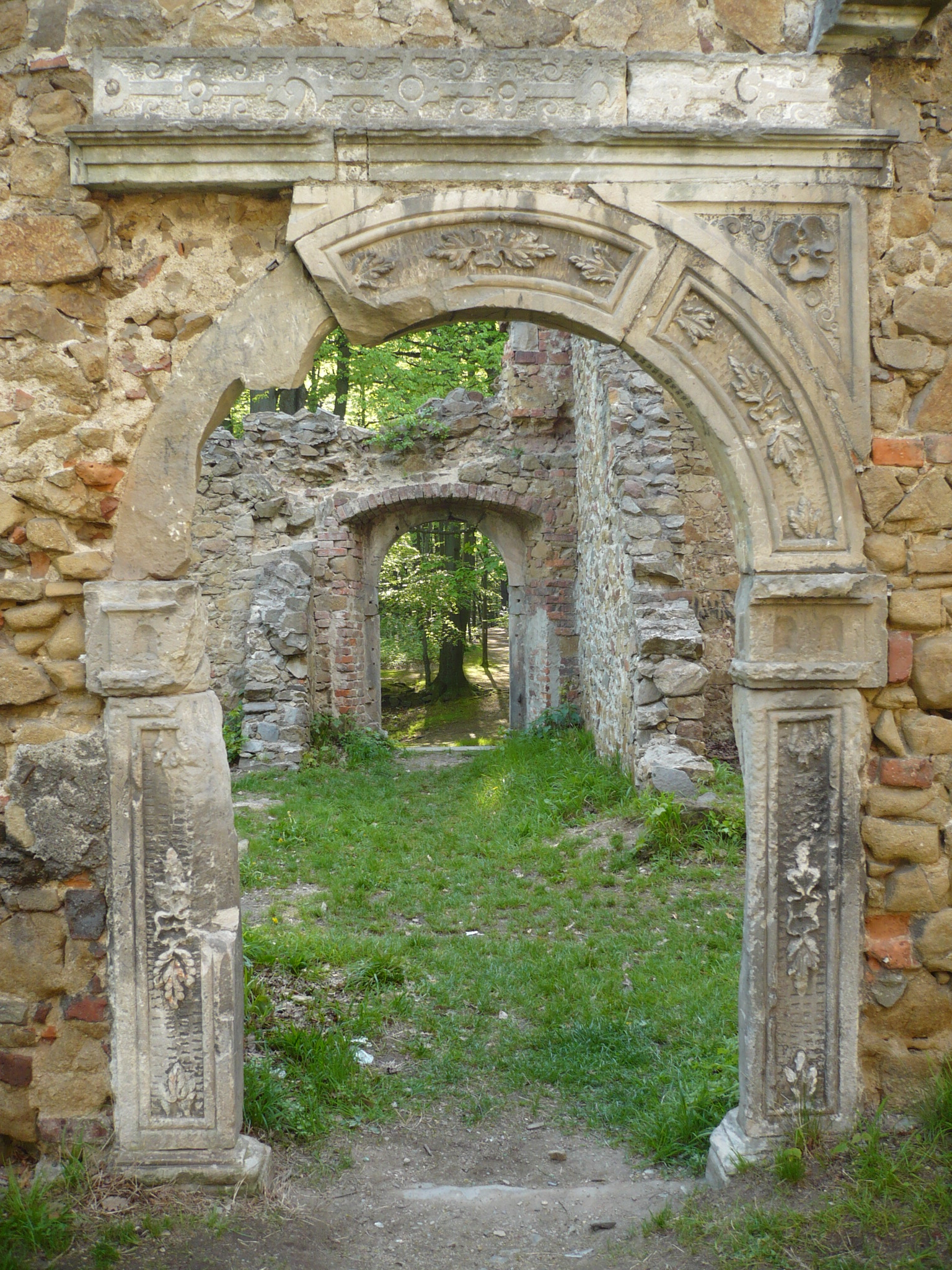
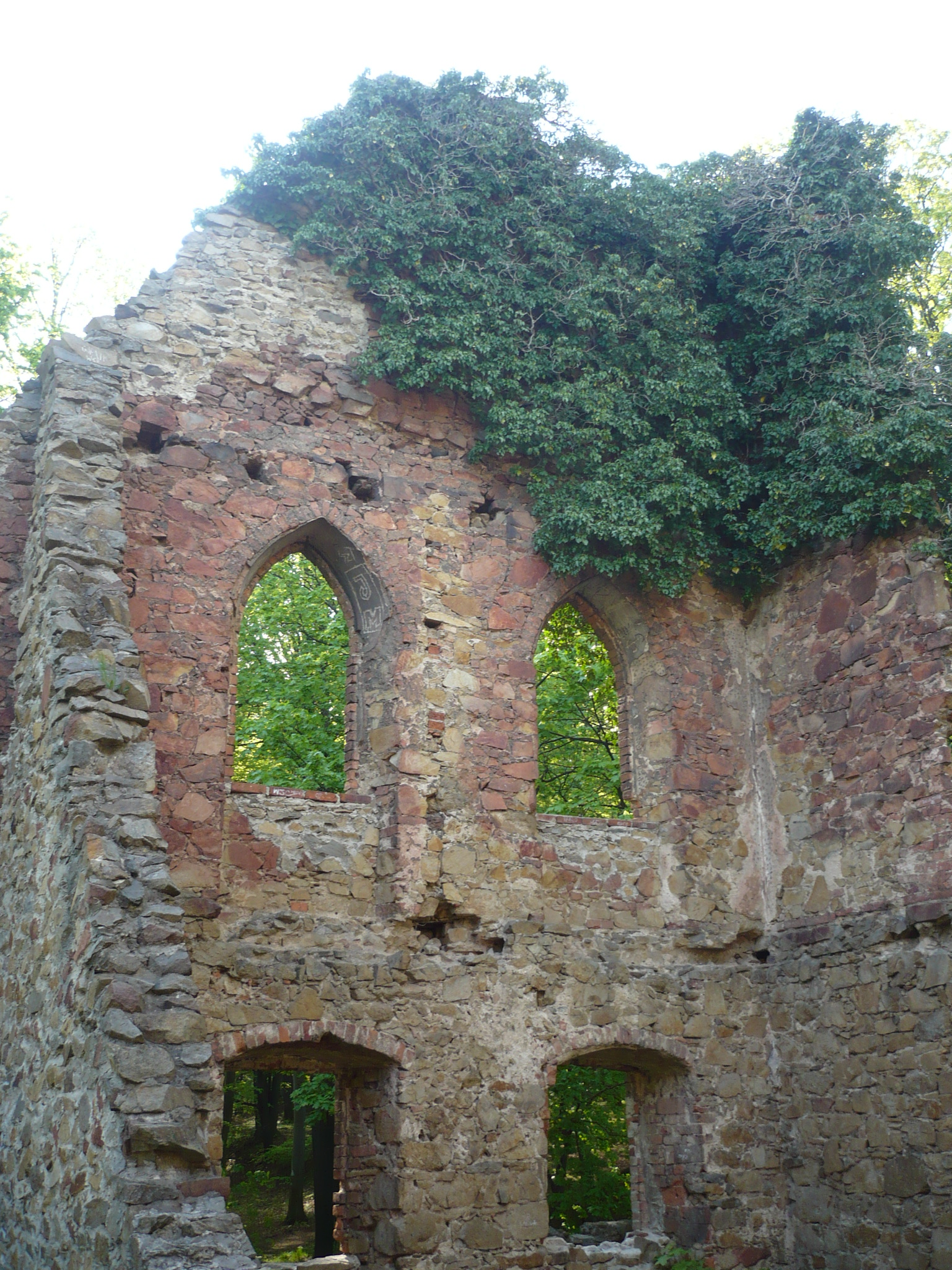
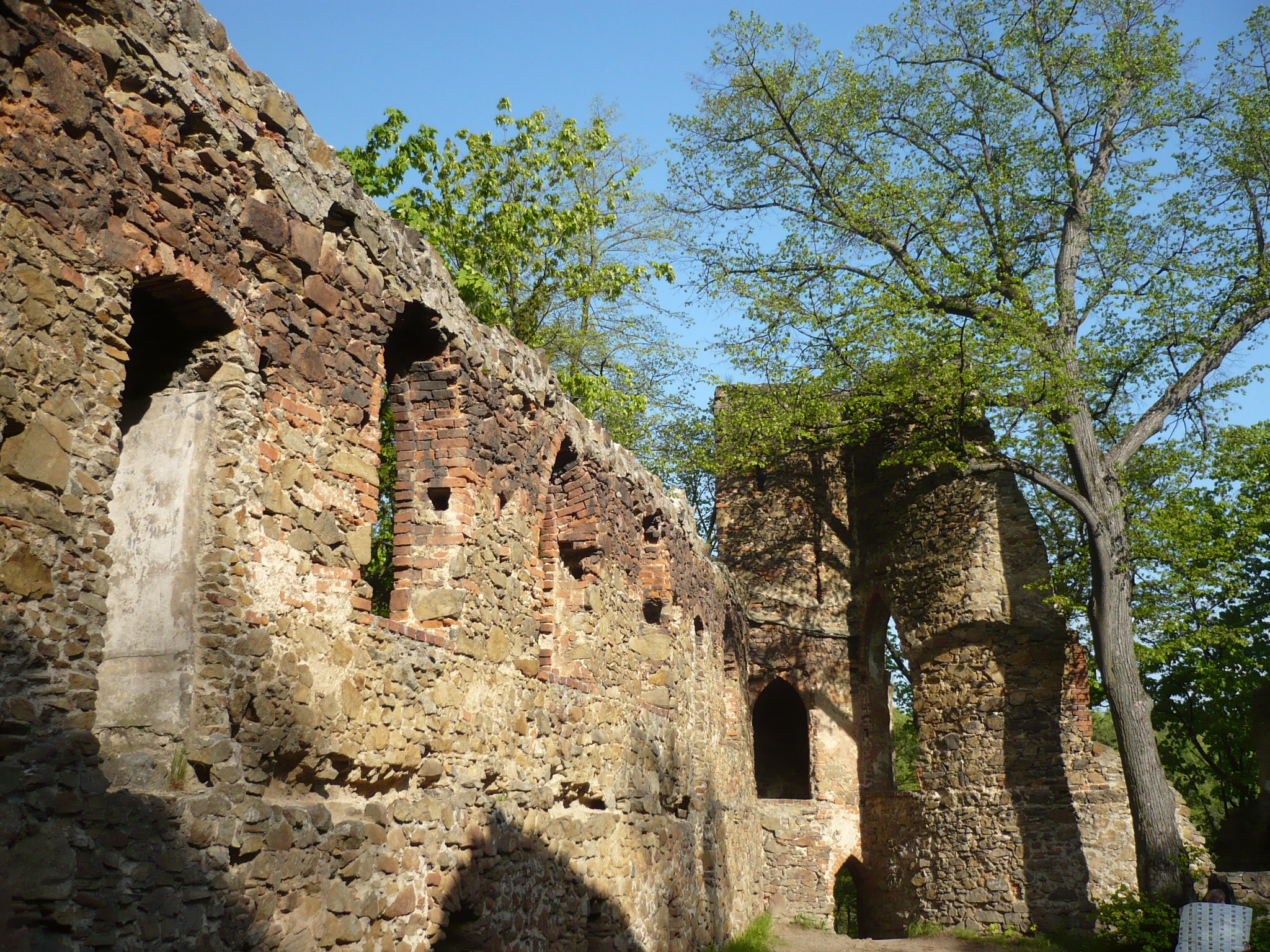
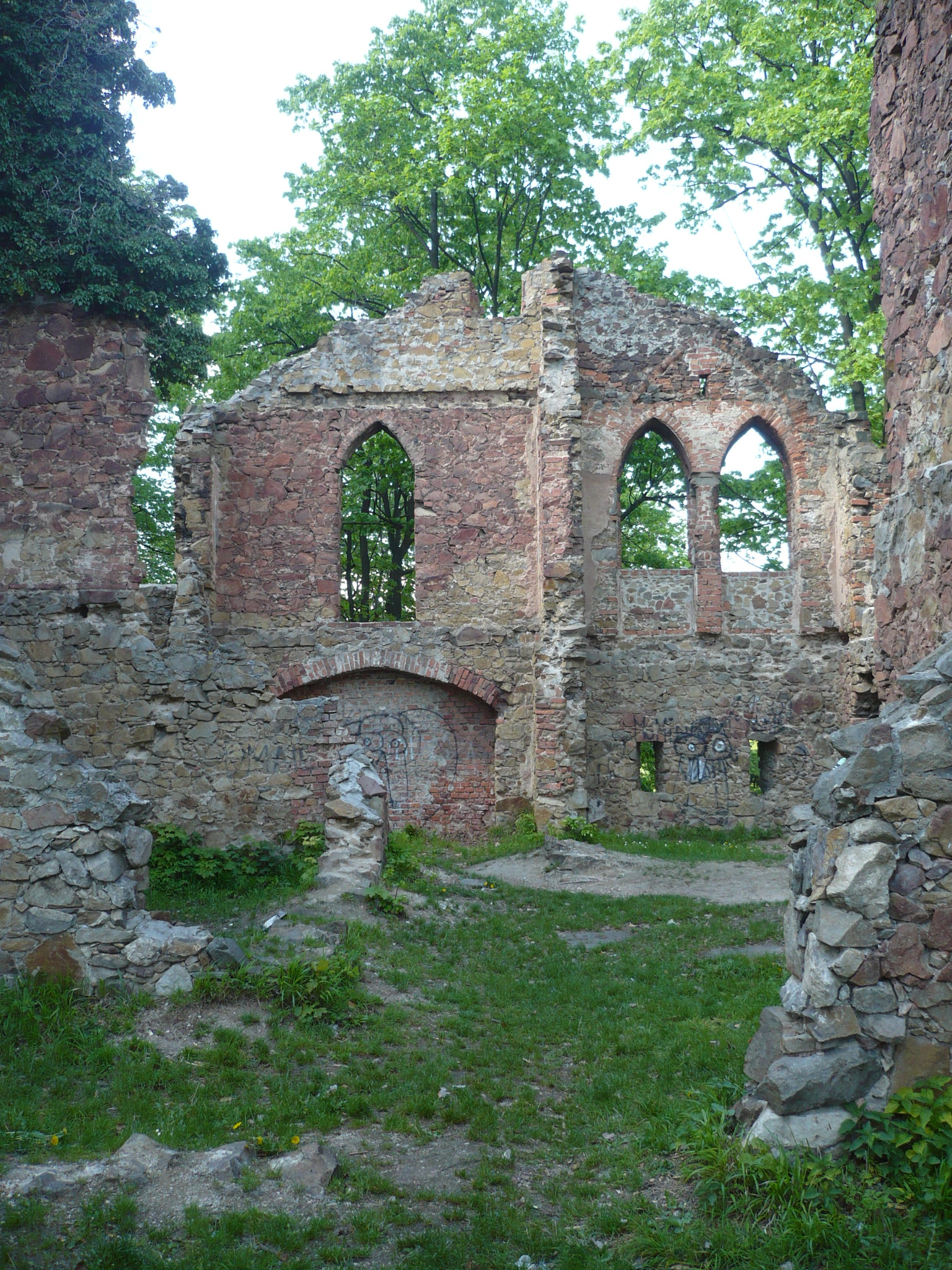
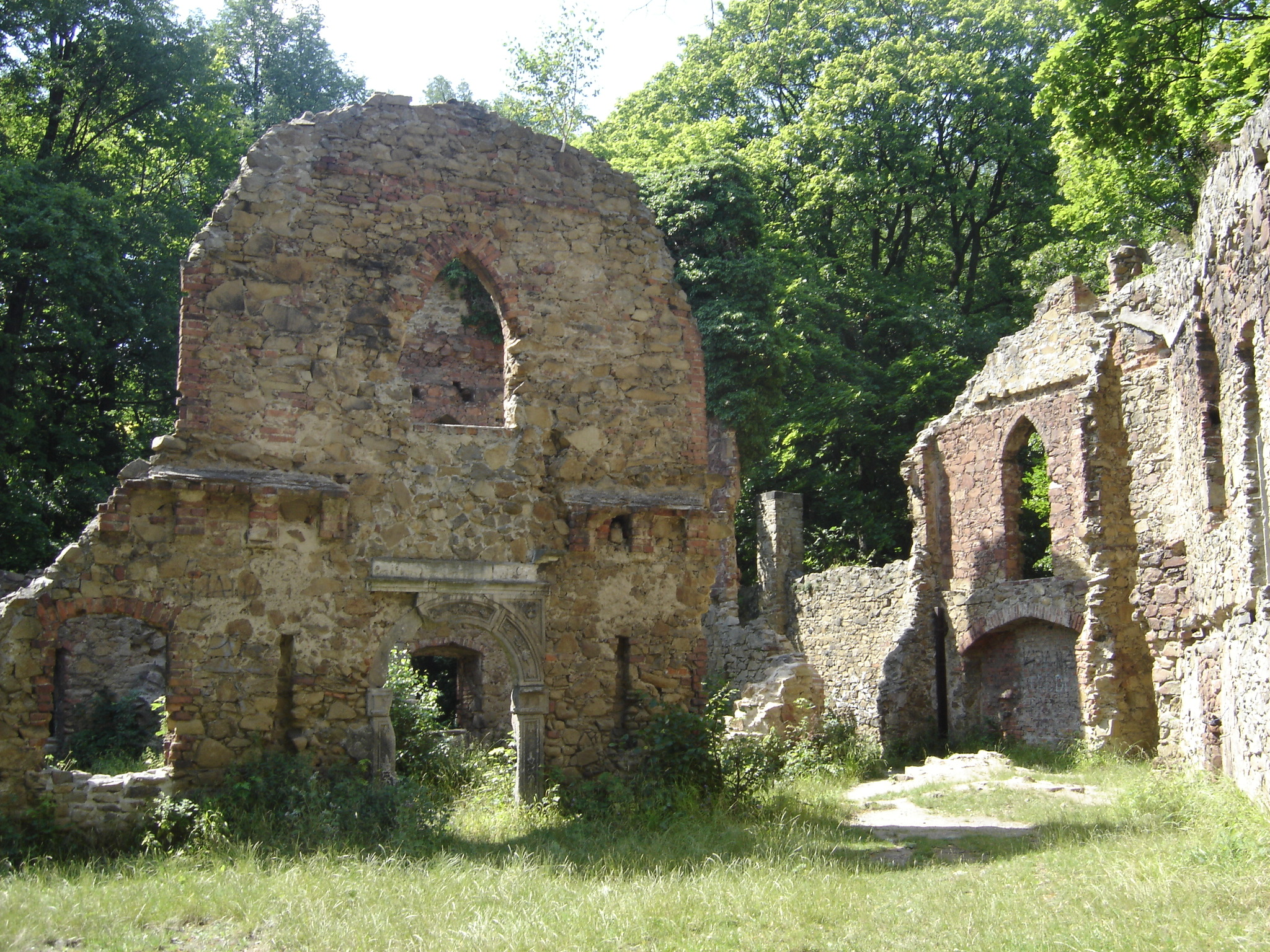
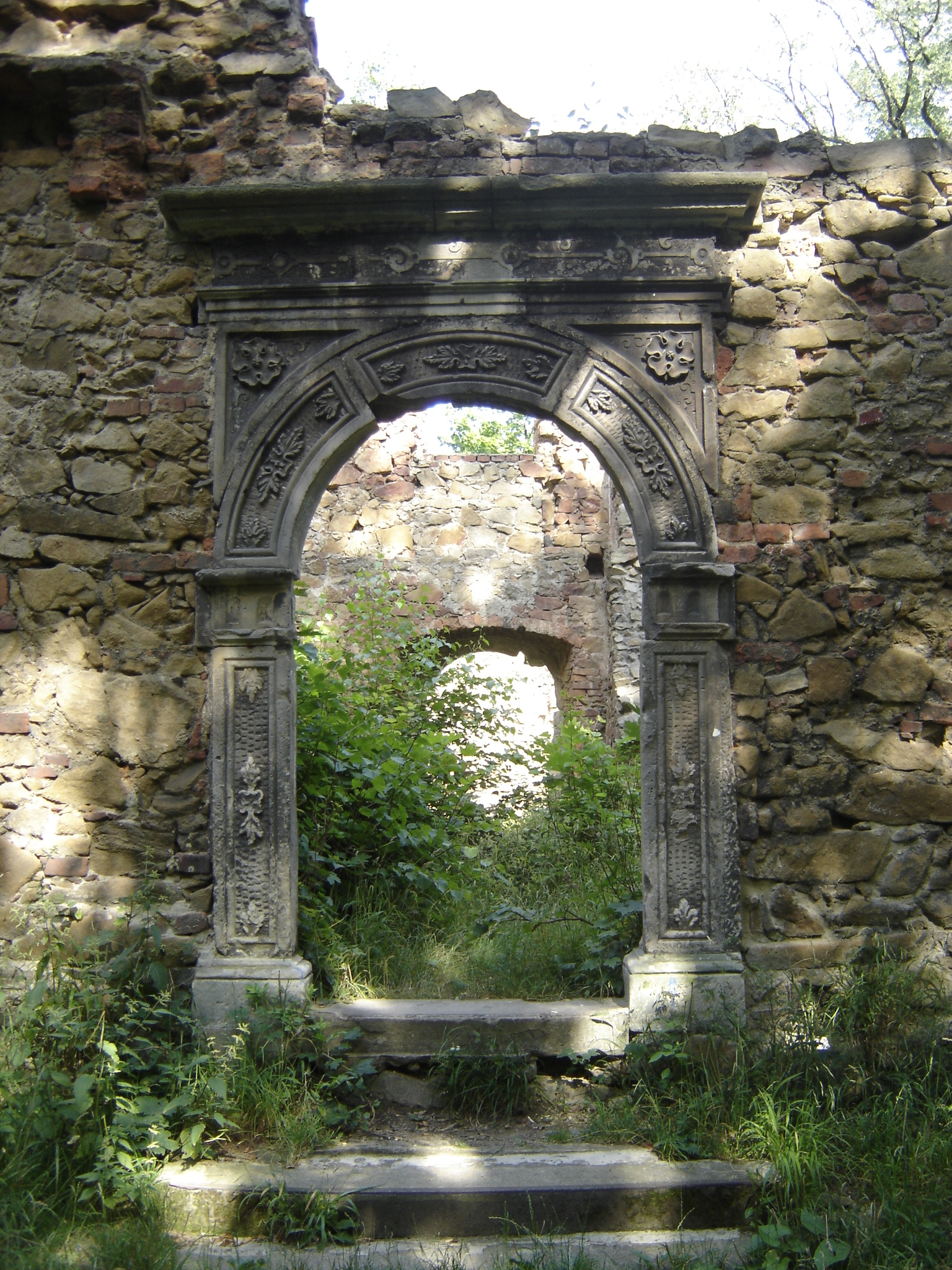
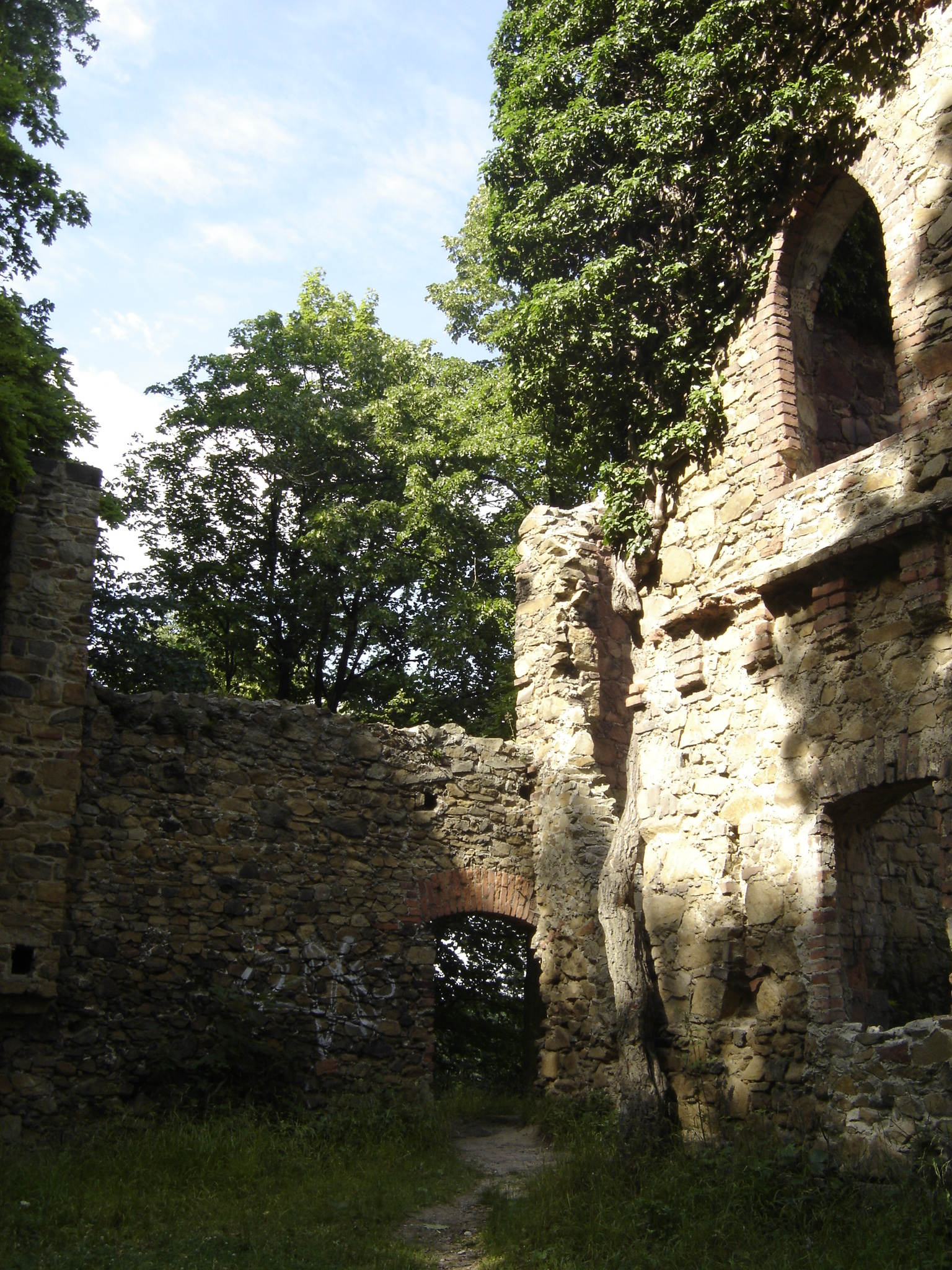
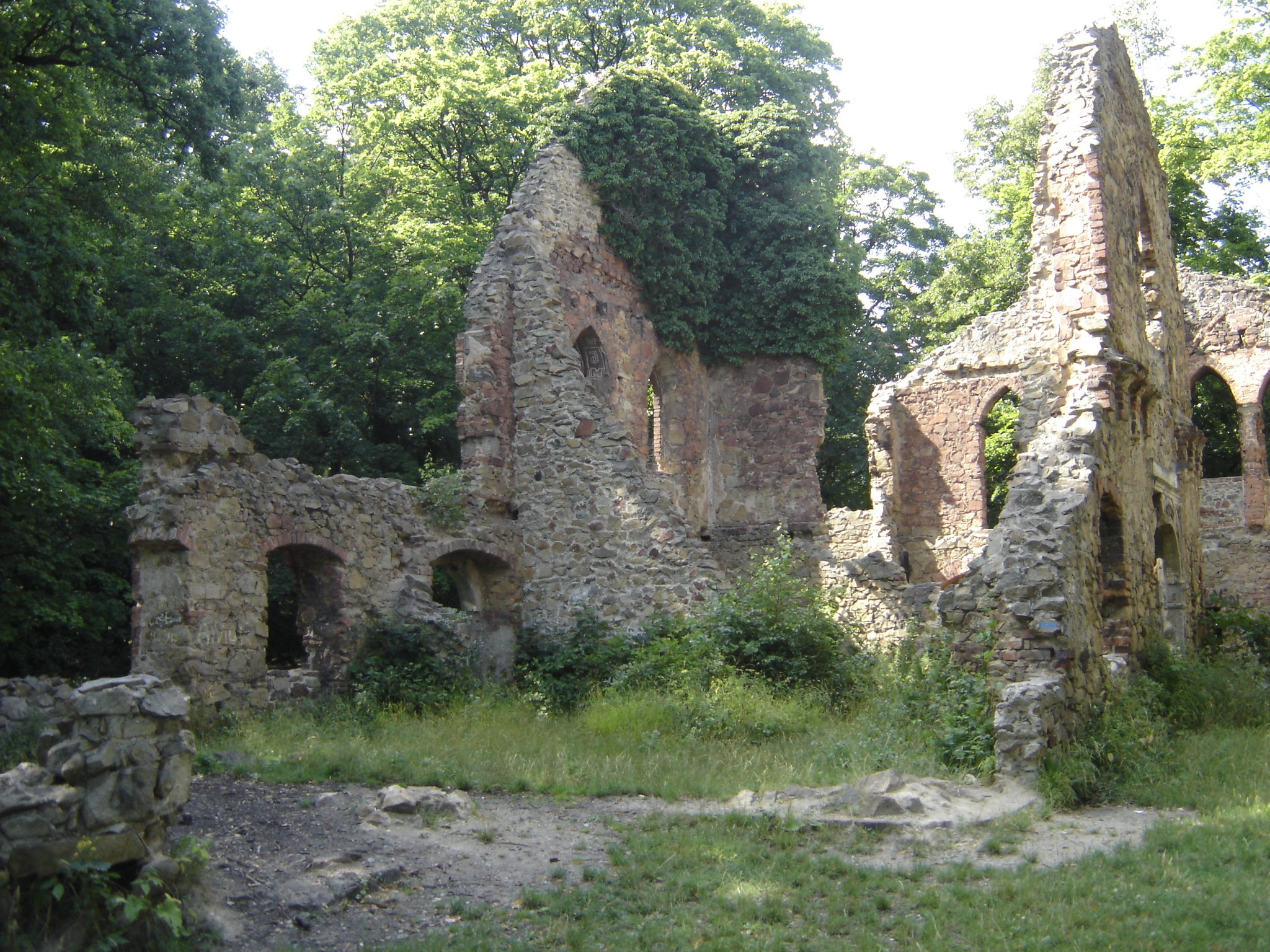
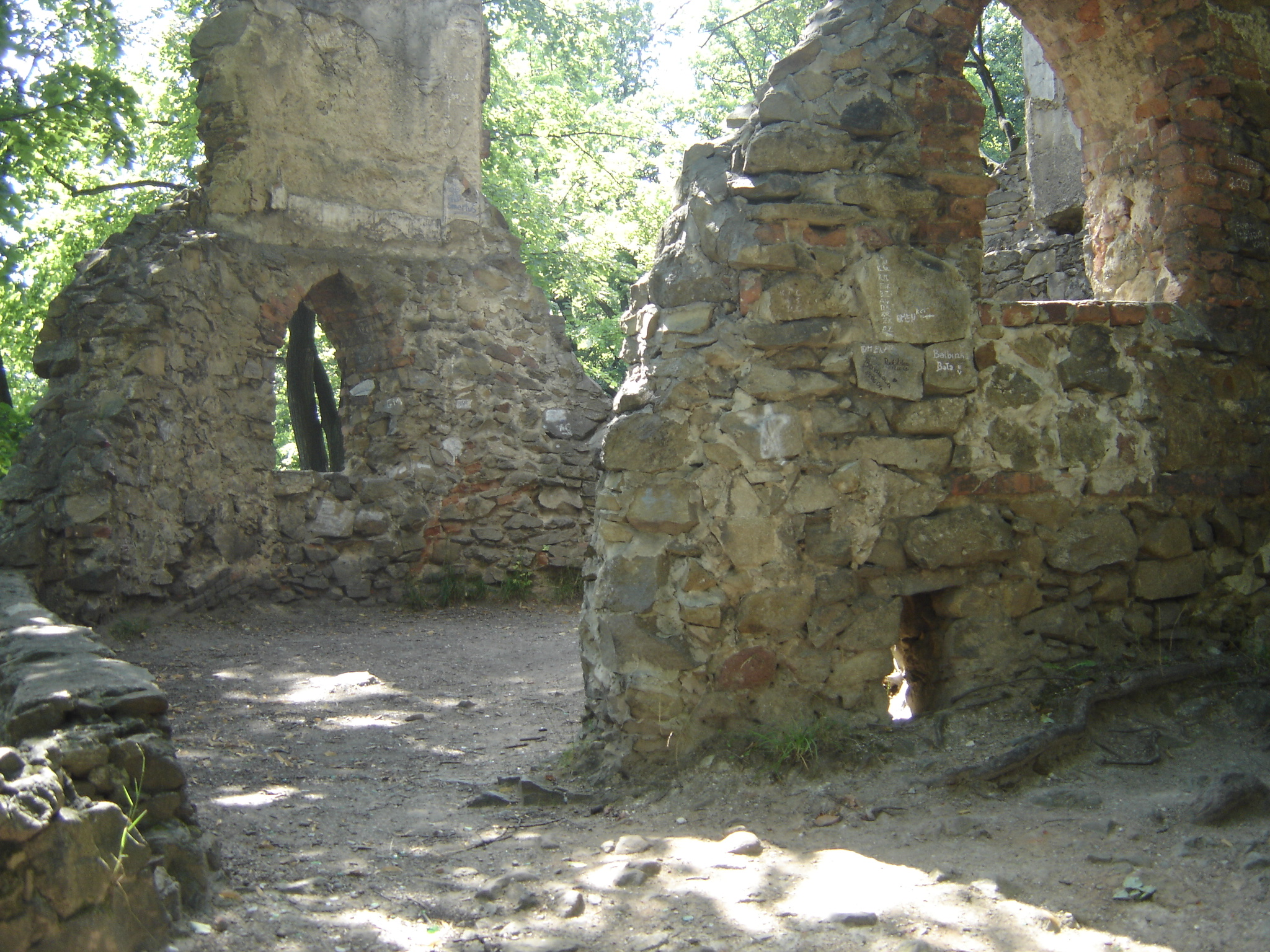